# Juego de la botifarra

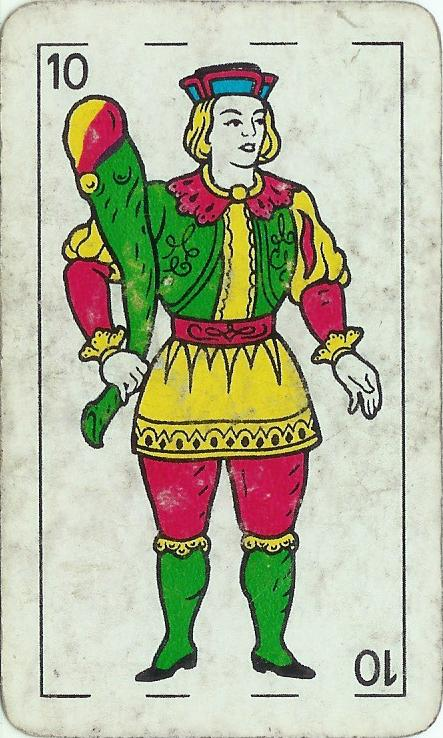
Sota de bastos (10) valor 1 punto, en el juego de la botifarra.

El juego de la botifarra es un juego de  cartas, muy popular en Cataluña y el norte de la provincia de Castellón y algunos lugares de Aragón. Es un juego para cuatro jugadores (en la  modalidad normal), que van en parejas.

## Requisitos antes de empezar
Las normas básicas del juego de la  botifarra son las siguientes:
En esta versión del juego de  la  botifarra, se juega con cuatro jugadores que, formando pareja, se sentarán el uno delante del otro. Para jugar a la botifarra se utiliza una baraja de 48 cartas formada por cuatro palos (oros, copas, espadas y bastos) con 12 cartas cada uno.

## Objetivos de los jugadores

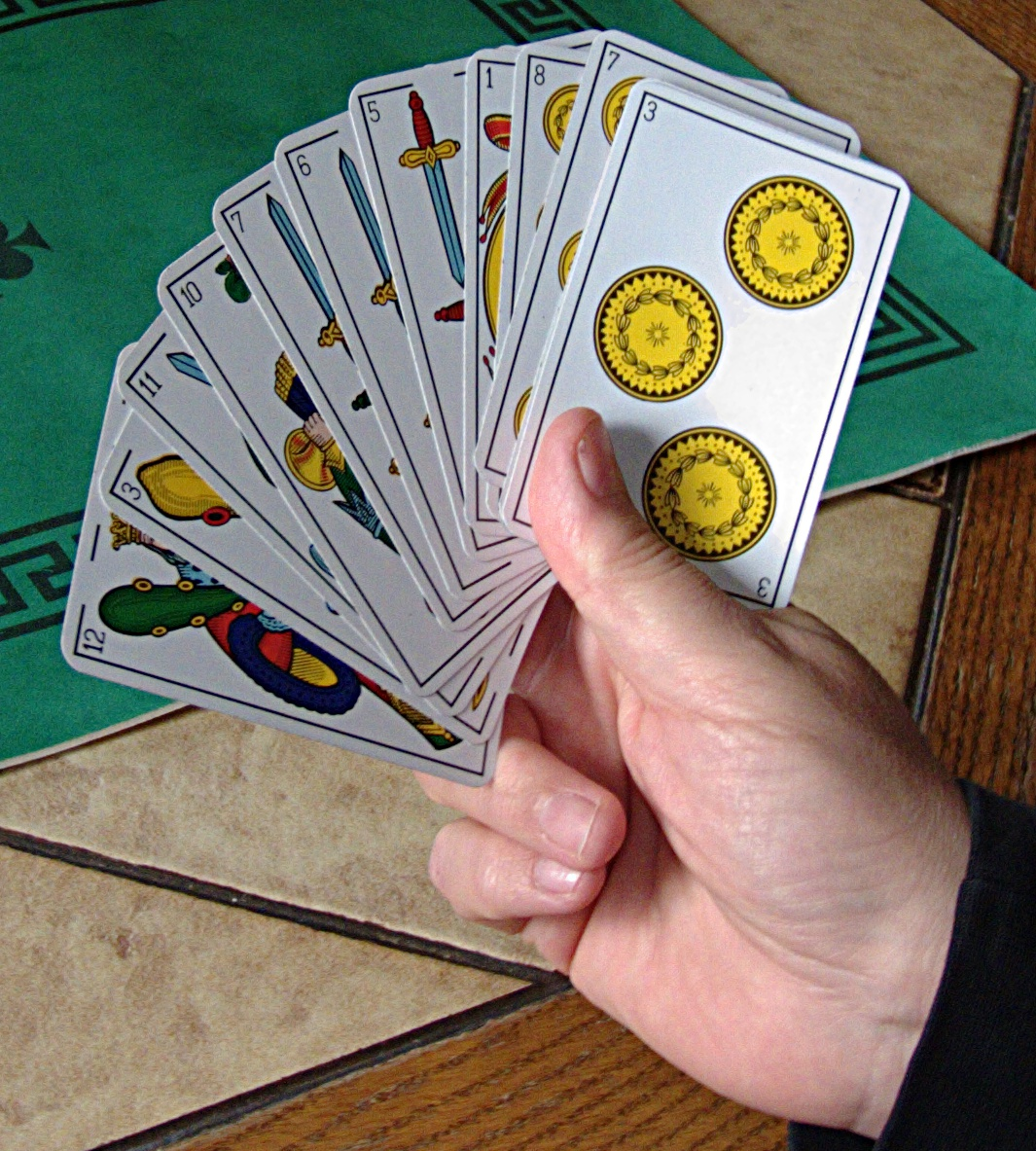
Mano a la botifarra

El objetivo de la  partida es llegar a los 101 puntos antes que la  pareja contraria.
El valor de  cada una de  las cartas es:
- Manilla (9), 5 puntos
- As (1), 4 puntos
- Rey (12), 3 puntos
- Caballo (11), 2 puntos
- Sota (10), 1 punto
- Las cartas del 2 al 8 no tienen ningún valor.
- Por cada baza ganada se suma 1 punto adicional.

Al final de cada mano, se contarán los puntos que ha cosechado cada pareja. Aquella que haya superado los 36 puntos, se anotará en su casillero la cantidad de puntos que pase de 36. Si ambas parejas han conseguido 36 puntos en la mano, ninguna se anotará ningún punto.
El valor de los puntos sumados tendrá que multiplicarse por 2 si la mano ha sido declarada botifarra, o bien por 2, 4 u 8 si ha habido un contro, un recontro o un Sant Vicenç (2, 3 o 4 en algunas variantes geográficas)

## Repartir las cartas
Antes de  empezar a  jugar una partida, hace falta establecer qué jugador tiene que ser el primero en repartir las cartas y  elegir triunfo. Por esto, uno de los cuatro jugadores atribuye un palo a  cada jugador y,  aleatoriamente, gira una carta de  la baraja. Aquel jugador que tenía atribuido el palo de  la  carta girada, será el primero al repartir las cartas.
Ahora ya sabemos qué jugador tiene que ser el primero en repartir las cartas y  elegir triunfo, el que está situado a  su izquierda tiene que mezclarlas y  una vez mezcladas, el compañero del jugador que ha mezclado las cartas corta la baraja.
En este punto, ya pueden repartirse las cartas. Se tienen que dar de  cuatro en cuatro, empezando por el jugador que está a la derecha del que reparte, las cuatro siguientes al que está a  continuación y  así sucesivamente, hasta acabar las 48 cartas, repartiendo 12 a  cada jugador.

## Escoger triunfo
Una vez repartidas las cartas y  antes de  empezar a  jugar, hace falta escoger triunfo.
El jugador a  quien corresponda escoger triunfo, y  a la  vista de  las cartas que tiene en  la  mano, tendrá que escoger él el triunfo, o  pasar el turno al compañero.
Con tal de  indicar el triunfo que se ha escogido, hace falta decir en voz alta el palo correspondiente: oros, copas, espadas o  bastos. El palo que se haya escogido es el que manda en la  mano. También hay la  opción de  decir "botifarra". En este caso no hay ningún palo que mande sobre los otras. En caso de  pasar el turno al compañero, este se ve obligado a  hacer triunfo escogiendo una de  las opciones anteriores. (Oros, Copas, Espadas, Bastos o  Botifarra). Si el triunfo escogido es botifarra, la  cantidad de  puntos que se apuntará la  pareja ganadora de  la  mano será doble.

## Contro, recontro y  Sant Vicenç
Una vez se ha escogido triunfo, la  pareja contraria puede contrar. Contrar, quiere decir que la  pareja que gane esta mano, sumará el doble de  puntos, o  el cuádruple si se ha hecho botifarra.
Para contrar, se tiene que decir claramente: "contro".
Si no se quiere contrar, se dará un golpe con la  mano sobre la  mesa.
Puede contrar cualquiera de los jugadores de  la  pareja que no ha hecho triunfo. Solo se puede contrar una vez en cada mano, es decir, si el compañero lo ha hecho, nosotros ya no lo podremos hacer.
Una vez la  mano está contrada, el componente de la pareja que no ha cantado el triunfo, podrá  recontrar. Recontrar quiere decir que la  pareja que gane sumará los puntos de  la  mano multiplicados por 4, o  por 8 si es botifarra.
Para recontrar, se tiene que decir claramente: "recontro".
Si no se quiere recontrar, se dará un golpe con la  mano sobre la  mesa.
Podrá recontrar cualquiera de los jugadores de  la  pareja que no ha contrado. Solo se puede recontrar una vez en cada mano.
Solo si la  mano está recontrada y  el triunfo no es botifarra, cualquiera de los jugadores de  la  pareja que ha contratado podrá decir "Sant Vicenç", en este caso los puntos se multiplicarán por 8. Si no se quiere hacer Sant Vicenç, se dará un golpe con la  mano sobre la  mesa.

## Jugar las cartas
Una vez escogido el triunfo ya podemos empezar a  jugar las cartas. El primer jugador en tirar una carta es el que está a la derecha de  quien ha repartido y  hecho triunfo, para lo cual,  escogerá una de  las que tiene en  la  mano y  la dejará ante sí sobre la  mesa cara en alto.
A  continuación, el resto de  jugadores irán jugando por orden contrario al de  las agujas del reloj, hasta completar la  baza. La  pareja que haya ganado la  baza, recogerá las cartas y  las guardará cara abajo en un montón. El jugador que gane una baza empezará la  siguiente.
Matar la  carta que empieza una baza, solo se puede hacer con una carta de  más valor de su mismo palo o  con un triunfo.
Tener fallo a un palo significa no tener ninguna carta de ese palo. Similarmente, tener semifallo significa tener solo una carta del palo.

## Recuento de  puntos y  continuación de  la  partida
Una vez jugadas todas las cartas se contarán los puntos que ha hecho cada pareja, la  pareja que haya ganado la  mano se anotará los puntos correspondientes.
A  continuación, el jugador que ha repartido y  escogido triunfo a   mano anterior será el encargado de  mezclar las cartas, el de  su izquierda de  cortar la  baraja, el de  su derecha, será el encargado de  repartir y  escoger triunfo y  así sucesivamente. 
En algunas variantes geográficas, las cartas no son mezcladas al principio de cada mano. Simplemente se colocan los dos montones de cartas de la mano anterior uno sobre otro y se procede a cortar la baraja. Esta peculiaridad provoca que las cartas del mismo palo se repartan de forma menos homogénea entre los jugadores, dando lugar a manos más espectaculares.

## Final de  la  partida
La  partida se acaba cuando una de  las parejas ha conseguido superar los 100 puntos.

## Normas por jugar las cartas
Para saber qué cartas se pueden jugar, se tienen que seguir las normas siguientes:
- El primer jugador a  jugar la  baza puede jugar cualquier carta. El palo de  esta carta es el que denominaremos palo de  salida.
- Para el resto de  jugadores las normas son las siguientes:
  - Si la  baza va del compañero (la  carta del compañero es la  que está ganando la  baza):
    - Si el jugador tiene cartas del palo de  salida tendrá que jugar obligatoriamente una de  estas sin necesidad de  superarla.
    - Si el jugador no tiene cartas del palo de  salida puede jugar cualquier carta.

  - Si la  baza no va del compañero (la  carta ganadora es de  uno de los jugadores de  la  pareja contraria):
    - Si el jugador tiene cartas del palo de  salida tendrá que jugar una de  este palo y  siempre que pueda tendrá que matarla.
    - Si el jugador no tiene ninguna carta del palo de  salida pero  tiene de  otras que ganan la  baza (triunfo) tendrá que jugar una carta que gane la  baza.
    - Si el jugador no tiene ni ninguna carta del palo de  salida ni ninguna carta que gane la  baza, podrá jugar la  carta que quiera.

Como resumen podamos decir que únicamente estamos obligados a  matar las cartas de los contrarios, no las del compañero y  que siempre (si  tenemos) tenemos que echar cartas del palo de  salida.

## Comentarios finales
Jugando a  la  Botifarra, hace falta tener también en cuenta que está prohibido hablar, enseñar las cartas y  hacer señales y  comentarios que puedan indicar qué cartas tenemos o  bien el acierto o  desacierto de  una jugada. Pese a  esto, es muy normal hacer, siempre con la  medida adecuada, comentarios durante la  partida, cosa que ayuda a  dar un ambiente más entretenido al juego.
Las cartas jugadas, se tienen que colocar en un montón cara abajo. Cada pareja tendrá su montón, y  solo se podrá girar, para repasar qué cartas ya se han jugado, la  última baza de  cada montón.
La  botifarra es un juego de  estrategia, y  como tal, antes de  echar una carta se tiene que pensar bien cual es la  opción más conveniente, puesto que una vez hemos echado una carta ya no se puede rectificar.

## Incumplimiento de  las normas
El incumplimiento de  cualquiera de  estas normas supone para la  pareja infractora incurrir en un renuncio sancionado con la pérdida de todos los puntos en juego. Es decir, la  otra pareja anotará 36 puntos si es una mano normal, 72 si el triunfo es botifarra, etc.
Dar mal las cartas, supone empezar una nueva mano. No se penalizará con ningún punto, pero repartirá y  hará triunfo el jugador sito a la derecha del que se ha equivocado y  por lo tanto se perderá la  opción a  escoger triunfo.

## Comienzo de  una nueva partida
Si una vez acabada una partida se quiere empezar otra (si los jugadores y  las parejas son los mismos) se continuará el mismo procedimiento de  mezclar el último que ha hecho triunfo, y  repartirá y  hará triunfo el jugador de  su derecha.